# Plutino
En plutino er et trans-neptunsk objekt, der er i 2:3 baneresonans med Neptun. For hver to omløb om Solen som en plutino foretager, har Neptun 3 omløb. Plutinoer er navngivet efter Pluto, hvis kredsløb om solen er i samme resonans med Neptun. Navnet henviser alene til baneresonansen og refererer ikke til andre karakteristika. Begrebet omfatter Pluto og en en række andre objekter i Kuiperbæltet.
| Astronomi | Spire Denne artikel om astronomi er en spire som bør udbygges. Du er velkommen til at hjælpe Wikipedia ved at udvide den. |